# Малімон Іван Іванович (вояк УПА)
Малімон Іван Іванович (псевдо: «Артем», «Бджола», «Пчола», «Доктор», «Технік», «Омелян», «Задорожний», «Омелько», «Омельян», «МММ», «22», «Василь») (1918, с. Залісоче, Олицький район, Волинська область (за іншими даними, с. Гор'янівка) — 29 грудня 1951 року, село Яроповичі, Житомирська область, СРСР) — український військовий діяч, районний провідник ОУН Оличчини, командир сотні УПА. Учень Ніла Хасевича, художник і працівник військової пропаганди. В кінці 1940-х рр. працював на Волині, в 1951 р. організував друкарню на Житомирщині, де й загинув.
Лицар Бронзового Хреста бойової заслуги УПА.

## Життєпис
Народився в селі Залісоче (за іншими даними, селі Гор'янівка) біля Олики Ківерцівського району в 1918 році в українській родині. Здобув освіту 7 класів, а пізніше й спеціальність зубного техніка.
Із 1939 р. став членом ОУН. У 1940 р. після приходу на Західну Україну радянської влади, був арештований НКВС. Під час німецької окупації влітку 1941 року за завданням ОУН служив в Українській допоміжній поліції. Здобувши військовий досвід і зброю в поліції, перейшов в Українську повстанську армію.
Очолював Олицький районний провід ОУН у 1941–1943 рр. Був командиром сотні в курені УПА «Погром» (командир «Мороз») у 1943—1944 рр. Також до літа 1944 року працював повстанським дантистом в селі Борщівка Костопільського району Рівненської області та підпорядковувався головному дантисту УПА-Північ, єврею за національністю.
Згодом займався організацією будівництва криївок для керівників ОУН у 1944—1946 рр. Із 1946 року керував підпіллям ОУН на території Олицького та Теремнівського районів Волинської області і Клеванського району Рівненської області. Із 1947 р. очолював Клевансько-Олицький районний провід ОУН.

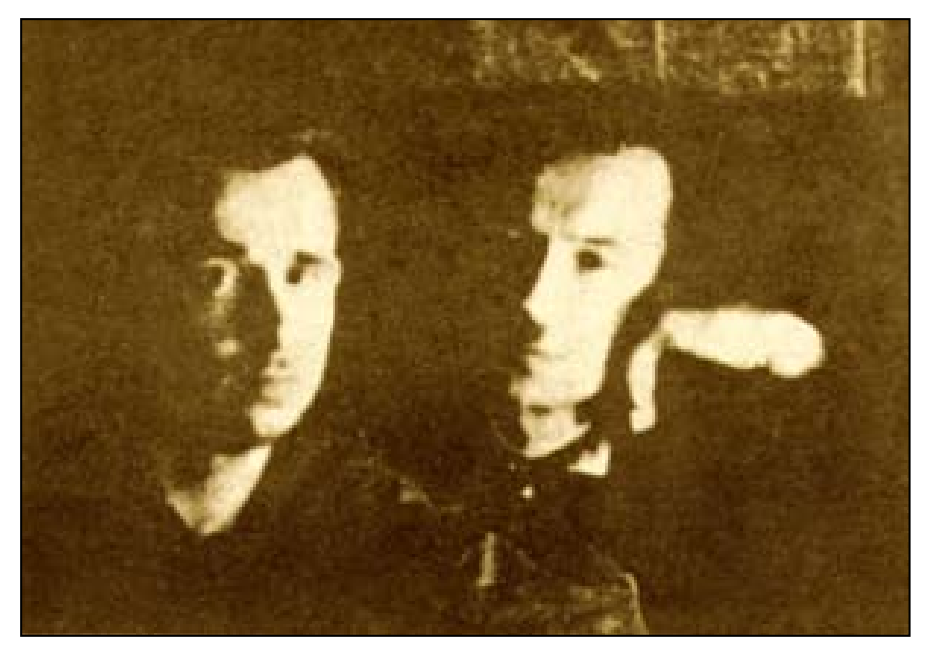
Учні Ніла Хасевича зліва-направо І.Яцук та І.Малімон

Потім був співробітником графічної ланки «Зота» (Ніла Хасевича), один з його найкращих учнів. На кінець 1948 року Ніл Хасевич, виконуючи завдання «Орлана», зібрав групу підпільників, які мали художній хист і почав їх навчати різних графічних технік. Найкращі успіхи були у «Артема» та «Свирида».
Один з агентів повідомив співробітникам МДБ, що Хасевич вирізав і сам складав нагороди та медалі УПА (ймовірно, робив макети з дерева, потім їх відливали з олова чи іншого металу). У листі-поясненні художник говорить, що його учень «Артем» має необхідні інструменти та генератор-пальник і володіє навичками, щоб відлити нагороди у металі. Остаточно проекти нагород були затверджені УГВР 30 червня 1950 року і тільки після того кур'єри понесли їх на Захід..
З весни 1950 р. керував відділом Житомирського обласного проводу ОУН та підпільною друкарнею.
Як зазначено у доповідній УМдБ Житомирської області до МдБ УрСр за листопад-грудень 1951 р., видавничою справою на Житомирщині у 1951 р. займався учень відомого повстанського художника Ніла Хасевича — Малімон Іван Іванович–"Артем". Зберігся один з листів Хасевича до нього з порадами щодо покращення якості підпільних видань.
В кінці грудня 1951 р. бункер І. Малімона був виявлений чекістами 29 грудня 1951 р. в с.Яроповичі Андрушівського району Житомирської області і він загинув, а друкарня і підпільні видання були захоплені співробітниками МдБ. Разом із «Артемом» у бункері у бою з опергрупою УМДБ загинули Ірина Чорна («Марта») та Ганна Дзебас («Нона»). З криївки, крім зброї, вилучено радіоприймач, фотоапарат, друкарню і 31 кілограм шрифту.
До того чекісти вважали, що «Артем» загинув влітку 1950 року на території Межиріцького району Рівненської області (за іншою версією,  у смт Клевань Рівненського району Рівненської області.

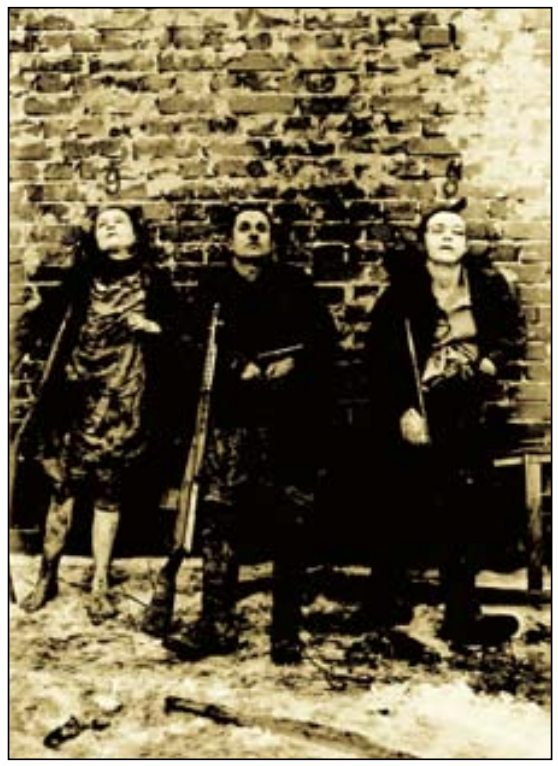
Фото вбитих у грудні 1951 року. По центру Іван Малімон.

У архіві «Артема» був знайдений лист від «Зота». Зі змісту листа стало зрозуміло, що «Артем» є одним з учнів Хасевича і був відправлений очолювати технічну ланку на Житомирщині ще весною 1950 року. У листі до нього Ніл Хасевич як його вчитель писав:
|  | “Мене повідомили Зверхні Оргчинники, що відтепер Ви будете підпорядковані і під оглядом графічним свойому оргзверхникові. Він Вас навантажуватиме графічною роботою, і йому Ви звітуватимете про хід графічної роботи. В дальшому я зобов’язаний буду лише уділяти, в разі потреби, фахові поради і вказівки. За позем Вашої графічної роботи, а також і за продуктивність її, я не нестиму вже жодної відповідальності і Ви в дальшому коректу своїх кліш робитимете самі. Вам подадуть номер моєї адреси. На цю адресу Ви зможете в будучому писати до мене коли потребуватимете якоїсь фахової поради, або схочете прислати для рецензії свої рисункові й дереворитові праці, чи, попросту, поділитесь всім тим, що Вас абсорбує зо свого боку, я радо рецензуватиму Ваші праці (прошу в цьому не сумніватись!) і не менш радо уділятиму фахових порад”. Художник звертає увагу “Артема” на подальшу активну працю над собою,підкреслює, що над удосконаленням графічної техніки він повинен працювати щодня і подає настанови, як краще самостійно працювати: “Зосередьте всю увагу на графіці і на вдосконалюванні в рисуванні. Не розпорошуйте своїх сил і енергії на працю, незв’язану з графікою, на роботу, яку Ви не зобов’язувані виконувати, на заняття менш важне, не актуальне чи несуттєве. Не тратьте часу на зайве експериментування і неконечну монтажно-слюсарську роботу. Вашою основною роботою, як мені відомо, буде й далі графічна робота. Тому всі сили треба спрямувати, всю увагу треба зосередити на цій галузі, щоб, по можливості, в найкоротший час до творчої самостійної роботи на порядному мистецькому рівні... Вище я подав кілька загальних порад і настанов. Прошу вірити, що подаючи ці настанови, я нічим не хотів Вас діткнути, вразити, прошу вірити, що я щиро бажав і бажаю, щоб Ви, а також інші мої учні, в найкоротшому часі виробились на справжніх мистцівграфіків, творців. Бажаю Вам всього доброго і успішної праці на новому місці. Слава Україні! [підпис закреслено від руки]” |

### Склад боївки «Артема»
- Булакевич Олексій Гаврилович (пс. «Задума», «Лісовий», 1923, село Чемерин Ківерцівського району Волинської області) — кущовий ОУН, з 1944 р. член боївки «Артема»«» (І. Малімон), згодом командир боївки Олицького РП ОУН. Вбитий 21 лютого 1952 при спробі прорвати кільце оточення ОВГ Клеванського РВ МДБ у криївці в господарстві М. Міклашевської, мешканки с.Радухівка Рівненського району Рівненської області, разом з "Адамом" (В. Троцюк), "Довбушем" (І. Яцук) та "Малою" (Є. Кухарчук). Згідно іншої версії – загинув 8 грудня 1949, оточений ОВГ Олицького РВ МДБ в криївці у садибі С. Мельник, жительки с. Метельне Ківерцівського району, разом з ще 6-ма бойовиками[10][11][12][13] [14].

- Стефанович (Степанкевич) Андрій Панасович (пс. «Жук», 1922 , с. Миловиця (теп. смт. Олика) (за іншою версією – с. Залісочне) Ківерцівського району Волинської області. З 1935 р. провідник ВП ОУН (Олика). З весни 1943 р. чотовий УПА, з літа 1943 р. бунчужний сотні "Нечая" (П. Тихновський) куреня "Погром". Влітку 1943 р. організував перехід узбецького гарнізону смт. Олика на сторону УПА. Командував цим відділом, далі командир сотні загону УПА "Котловина", з початку 1944 р. загону Хвастівський. З кінця 1944 р. провідник Олицького РП ОУН. За даними агентів був оточений ОВГ Олицького РВ МДБ та загинув 23.07.1944 р. в клуні жителя с. Носовичі Ківерцівського району П. Кузьмича разом з трьома бойовиками, а ще п’ятеро потрапили в полон. За іншою версією – загинув взимку 1945 р. в с. Залісочне Ківерцівського р-ну, оточений ОВГ Олицького РВ НКВС разом з бойовиком "Додосом" (Федір Кузьмик) на подвір’ї сім’ї Малімонів [15][16][17][18][19][20].

- Ковбасюк Юхим Андрійович (пс. «Лисенко», 1912, с. Довжиця Маневицького району, мешканець с. Боровичі Маневицького району Волинської області) — з весни 1943 р. ройовий в сотні "Артема" (І. Малімон). З 1948 р. провідник Колківського РП ОУН. Загинув 23.11.1952 р. в бою з ОВГ МДБ на х. Семки поблизу с. Розничі Маневицького району[21][22][23][24].

- Мурашко Євген (пс. «Тиміш», уроджинець Ківерцівського району Волинської області) — з літа 1943 р. господарчий боївки УПА "Артема" (І. Малімон). Загинув 09.1944 р. на Мительківських хуторах Ківерцівського району[25].

- Яцук Іван Прокопович (пс. «Довбуш», «Дуб», «Санько», 1917, уроджинець с. Голишів Рівненського району Рівненської області) — член ОУН, писар в сотні УПА "Артема" (І. Малімон) (1943–1944). З 1947 р. провідник Клеванського РП ОУН, діяв на території Ківерцівського району Волинської області. З 1950 р. учень та співробітник графічної ланки "Зота" (Н. Хасевич). Вбитий 21.02.1952 при спробі прорвати кільце оточення ОВГ Клеванського РВ МДБ у криївці в господарстві М. Міклашевської, мешканки с.Радухівка Рівненського району Рівненської області, разом з "Адамом" (В. Троцюк), "Задумою" (О.Булакевич) та "Малою" (Є. Кухарчук). Посмертно нагороджений наказом ГВШ УПА ч. 2/50 від 30.07.1950 р. Бронзовим Хрестом Заслуги[26][13][13][27].

## Роботи

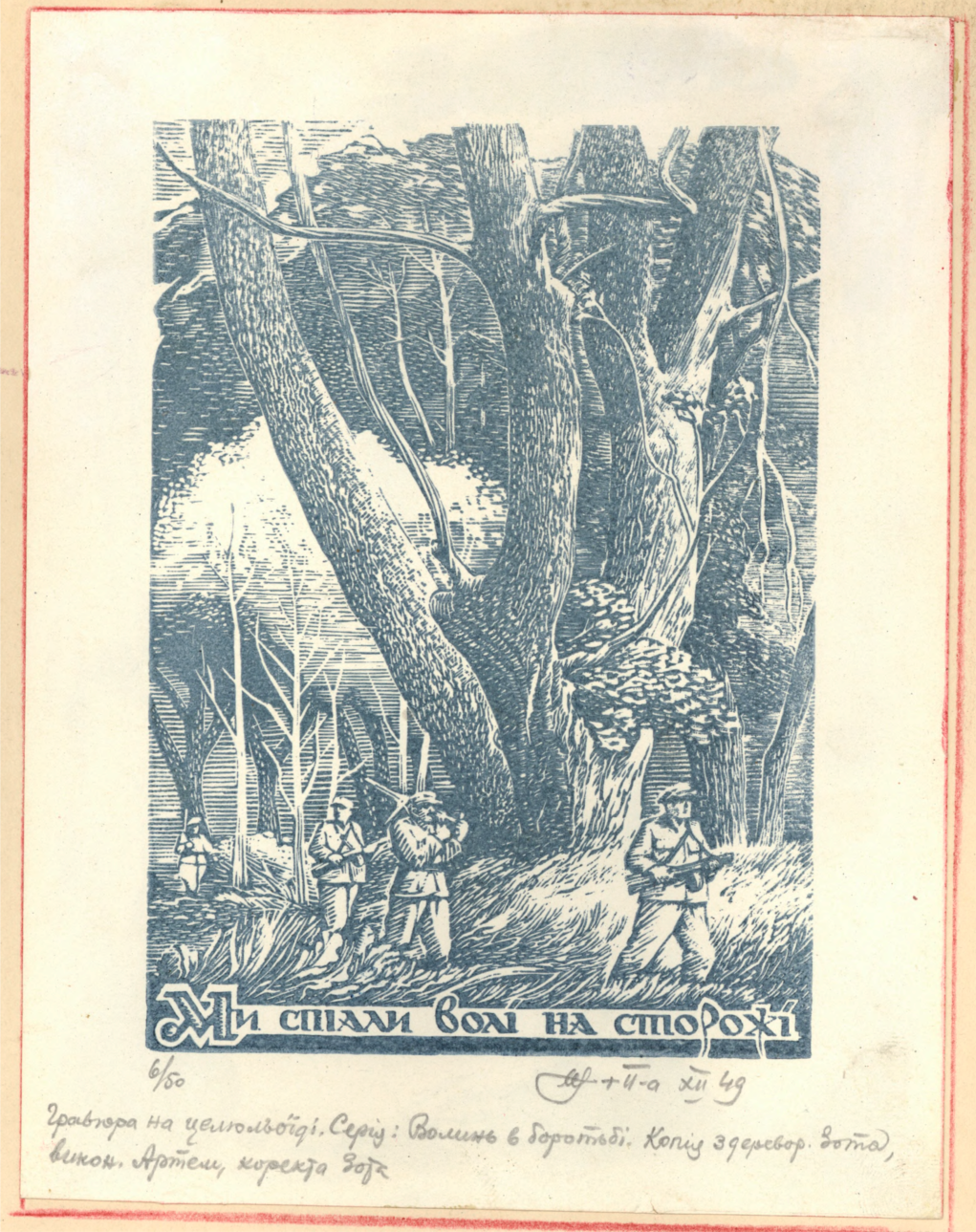
"Ми стали волі на_сторожі..." Виконав Іван "Артем" Малімон, коректор Ніл "Зот" Хасевич
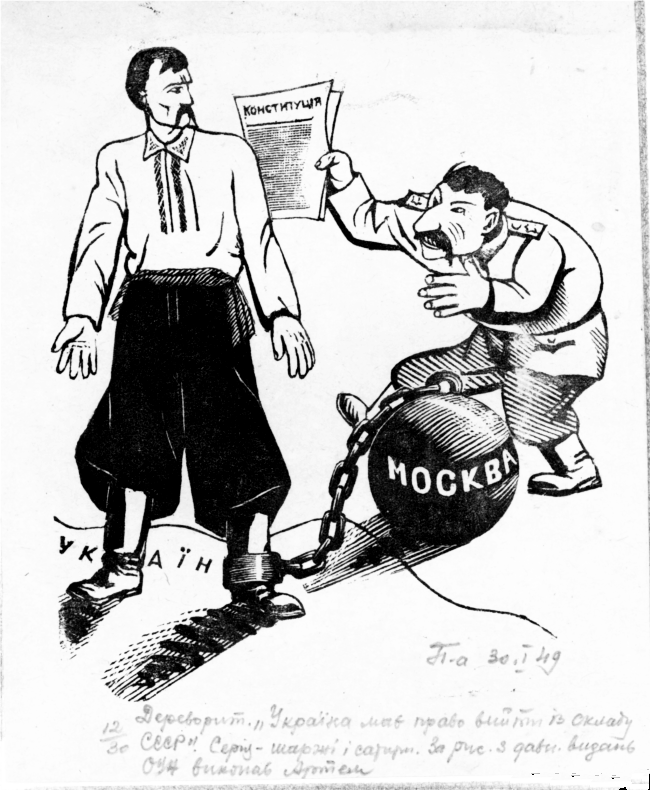
Про вихід України зі складу СРСР. Робота "Артема" І.Малімона, учня Н.Хасевича
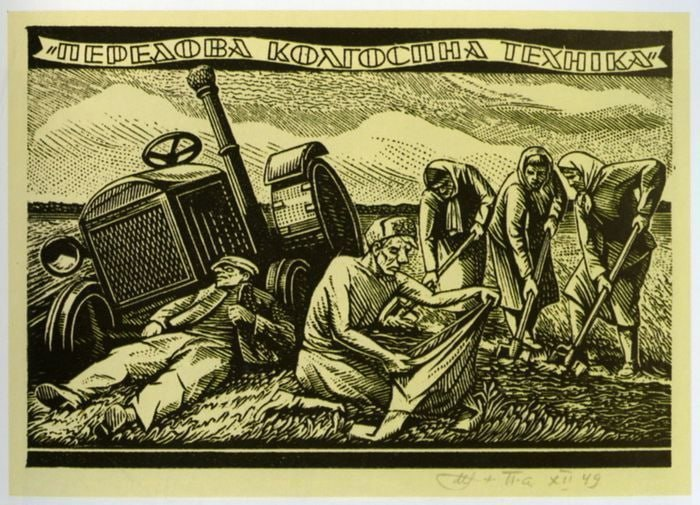
"Передова колгоспна техніка". Дереворит "Артема"-Івана Малімона, учня Ніла Хасевича
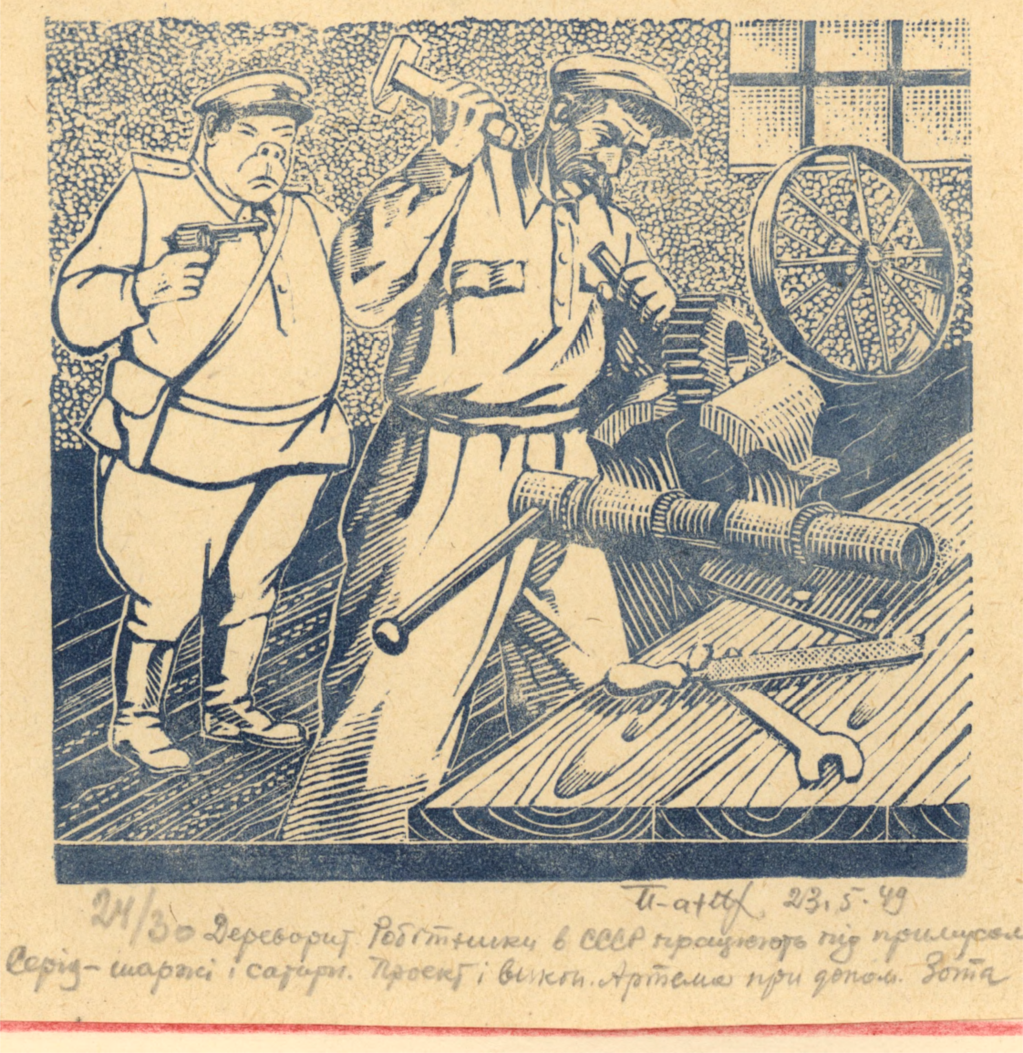
Графічна робота "Артема" Івана Малімона, учня Ніла Хасевича на "колгоспну тематику"
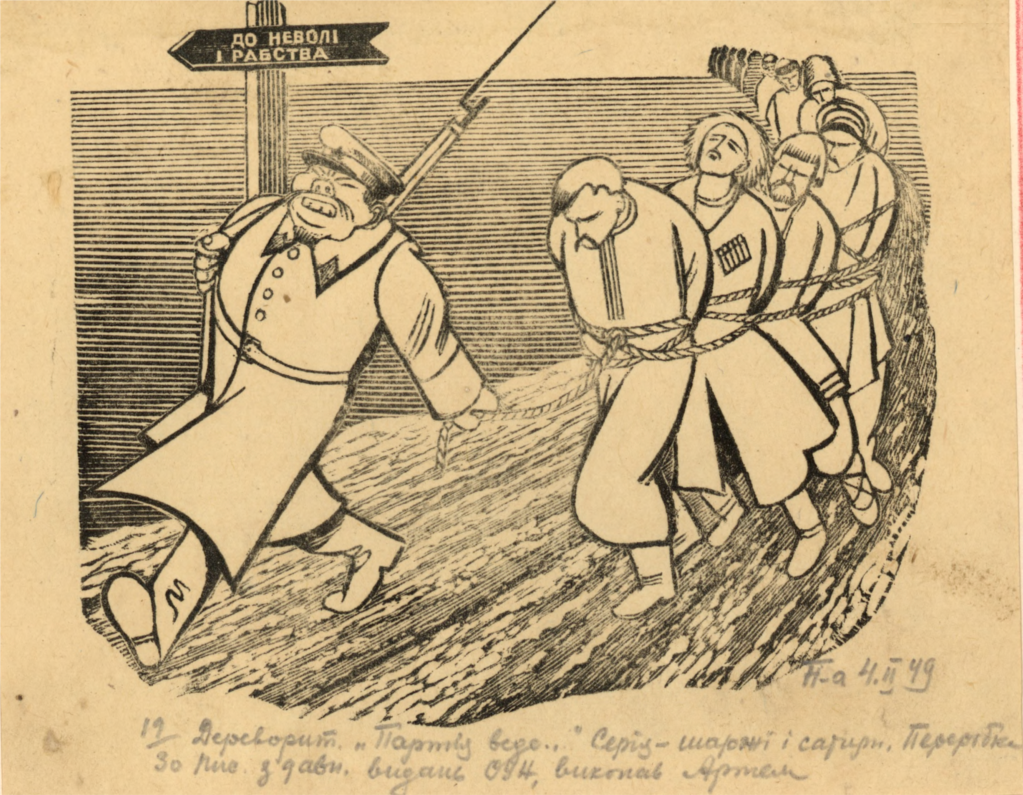
"До неволі та рабства..." Виконав "Артем"-Іван Іванович Малімон, учень Ніла Хасевича-"Зота"

## Нагороди
- Лицар Бронзового Хреста Заслуги (1952) (посмертно). [28]

Церемонія вручення нагород УПА відбулася у Луцьку за участі голови Волинської обласної держадміністрації В.Гунчика. Нагороду отримав за загиблого дядька його племінник, житель села Залісоччя Ківерцівського району Ярослав Малімон.